# Линия 1 (Истанбулско метро)
Линия 1 (на турски: M1: M1ᴀ, Yenikapı – Atatürk Havalimanı; M1ʙ, Yenikapı – Kirazlı) е линия на Истанбулското метро с дължина 26,8 км, разположена в европейската част на Истанбул. Открита е през 1989 г. Състои се от 23 метростанции, те са разположени по две направления:
- M1ᴀ: от станция „Йеникапъ“ във Фатих до станция „Летище Ататюрк“ в Бакъркьой;[2]
- M1ʙ: от станция „Йеникапъ“ във Фатих до станция „Киразлъ“ в Багджълар, с планувано разширение до станция „Халкалъ“ в Кючюкчекмедже.[3]